# イギリスの建築

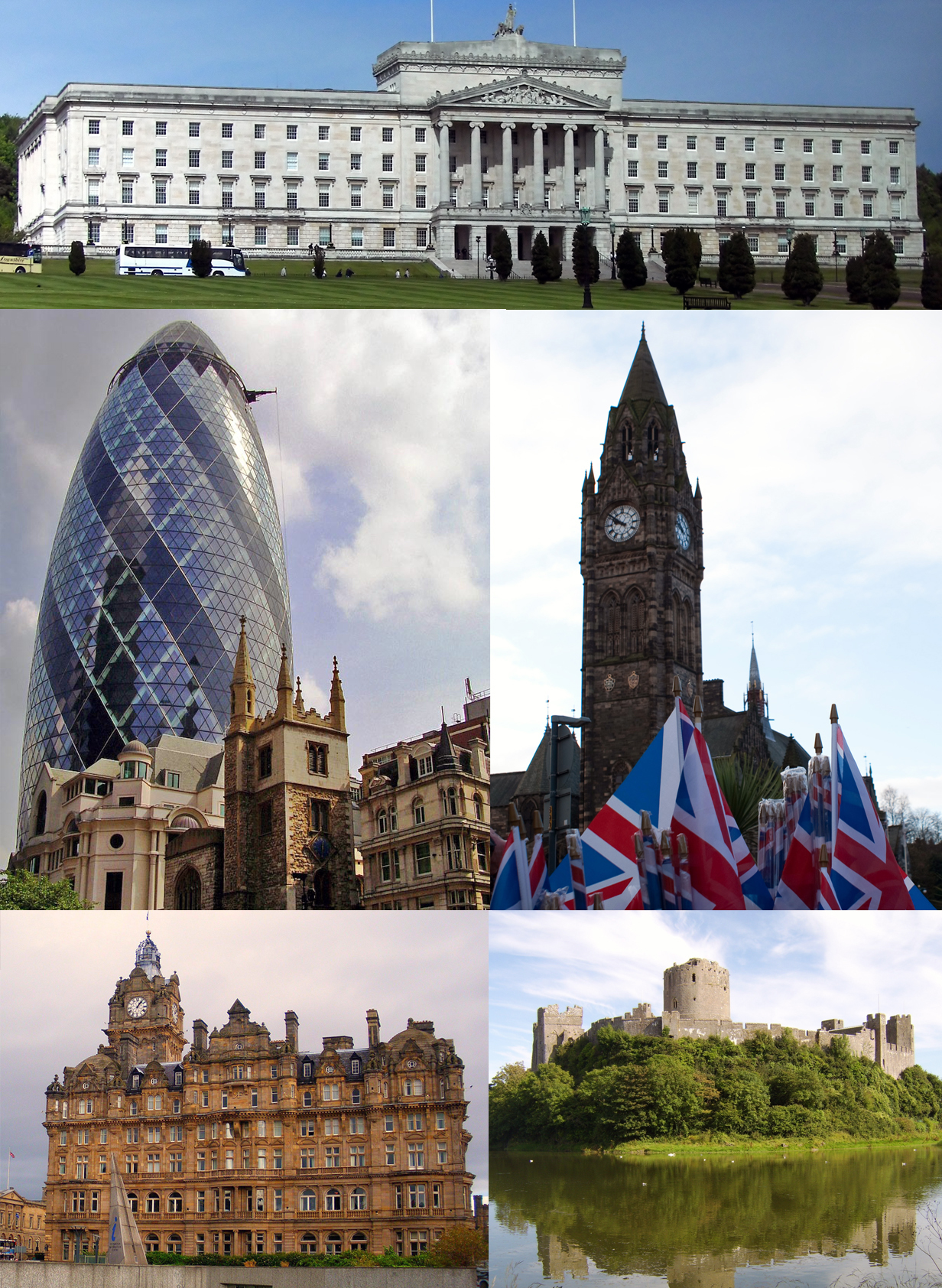
イギリスの著名な建築物

イギリスの建築（英語: Architecture of the United Kingdom）、または英国建築（英語: British architecture）とは、ブリテン島上の多様な建築様式の総称であり、その歴史は古代ローマ建築にまで遡り、現代の21世紀建築に至っている。
多くの英国建築の中には、イングランドの建築が最も影響力を持っているが、アイルランド、スコットランド、ウェールズの建築もそれぞれ独自の様式を育み、世界の建築歴史においても重要な役割を果たしてきた。

## 概要
イギリスには先史時代で多くの古典建築が存在していたが、イギリスにおける建築の歴史は、実質的にはアングロサクソン時代に建設された木造教会の建築群から始まる。これらの教会は、597年にカンタベリーに到着したアウグスティヌスの後に建てられていた。11世紀には、ノルマン人が支配領土を強化するため、イギリスとアイルランド全土に石造りの建築を建設し、既存のお城や大聖堂も大規模に改修していた。これがイギリスのゴシック建築の始まりであり、1180年から1520年にかけてゴシック建築はブリテン島で急速に発展していた。当初はフランスの様式がそのまま導入されたが、間もなくイギリス独自の特色を持つようになっていた。
世俗的な中世建築の遺産として、大規模な石造りの城塞がイギリス各地に残されている。特に軍事的対立の影響から、「イングランド王国とスコットランド王国の国境線」付近に集中し、この城の多くは14世紀のスコットランド独立戦争に由来した。また、火薬や大砲の発明によって城塞の必要性が薄れると、イギリスでは新たな潮流としてルネサンス建築が国内で促進されていた。このルネサンス様式の影響を受けて、イギリスではチューダー様式、イギリス・バロック様式、アン女王様式、パラディオ様式など、多彩な建築様式が生み出されていた。スコットランド啓蒙時代の後には、建築の潮流がまた変化し、ジョージアン様式、スコットランド男爵様式、新古典主義建築が発展していた。
さらに、20世紀の1930年代以降、欧州大陸と歩調を合わせる形でさまざまなモダニズム建築の形式が登場していたが、これらは伝統的な建築様式への反発と見なされることもあった。特に、チャールズ3世の支持の下、伝統建築の保護運動は進行している。イギリス国外でも、特に旧大英帝国の植民地ではイギリス風の建築の影響力が顕著に見られている。この影響はインド、バングラデシュ、パキスタンの3国で特に強く、これは19世紀から20世紀にかけてのイギリスによるインド統治の結果とされている。ラホール、ムンバイ、コルカタ、ダッカ、チッタゴンといった南アジアの都市群では、イギリス風の強い裁判所や行政庁舎、鉄道駅が多く現役している。
イギリスには、伝統建築を分類する独自の方法がある。1つは「指定建造物（Scheduled Monument）」で、国宝に相当し、考古学的遺跡や歴史学的研究において極めて重要な建造物のことを指す。これらの建造物は、破損部分の修復や復元、塗装、補強工事などが全て禁止されている。許可なく、観光名所として利用し、収益を得ることも認められていない。もう1つは「リスト登録建築物（Listed Building）」で、国宝ほどではないが、地方にとっては特別な建築的、歴史的、文化的意義を持つ建造物のことを指す。これらは通常、観光名所として利用可能となり、適切な許可を得れば大規模の改修工事も行うことができる。また「リスト登録建築物」の範囲に含まれる建造物は、イギリス全土で約50万件にのぼる。これらの2つの分類はきちんとした「法的根拠」があり、英国政府は『1947年都市農村計画法（ Town and Country Planning Act 1947 ）』および『1947年都市農村計画法(スコットランド)』に基づいて、イギリス全国の伝統建築を分類・保護している。